# Owlitteeweek Island
Owlitteeweek Island är en ö i Kanada.   Den ligger i territoriet Nunavut, i den östra delen av landet, 2 400 km norr om huvudstaden Ottawa. Arean är 4,3 kvadratkilometer.
Terrängen på Owlitteeweek Island är mycket platt. Öns högsta punkt är 30 meter över havet. Den sträcker sig 3,4 kilometer i nord-sydlig riktning, och 2,6 kilometer i öst-västlig riktning.
Trakten runt Owlitteeweek Island består i huvudsak av gräsmarker.